# Ornithospila circumflexaria
Ornithospila circumflexaria är en fjärilsart som beskrevs av Pieter Cornelius Tobias Snellen 1880. Ornithospila circumflexaria ingår i släktet Ornithospila och familjen mätare. Inga underarter finns listade i Catalogue of Life.